# توماهوك (مقاطعة لنكولن)
توماهوك (بالإنجليزية: Tomahawk)‏ مدينة في مقاطعة لنكولن، ولاية ويسكونسن، بالولايات المتحدة الأمريكية. عدد السكان 3,346 تعداد عام 2010. تقع المدينة إلى الشمال الشرقي من بلدة توماهوك ولكن لا تجاورها.

## التركيبة السكانية
حدّد مكتب تعداد الولايات المتحدة بيانات التركيبة السكانية لتوماهوك في تعداد الولايات المتحدة. في ما يلي، التركيبة السكانية حسب تعدادي 2000 و2010.

### تعداد عام 2000
بلغ عدد سكان توماهوك 3,770 نسمة بحسب تعداد عام 2000، وبلغ عدد الأسر 1,527 أسرة وعدد العائلات 958 عائلة مقيمة في المدينة. في حين سجلت الكثافة السكانية 153.9 نسمة لكل كيلومتر مربع (398.6/ميل2). وبلغ عدد الوحدات السكنية 1,696 وحدة بمتوسط كثافة قدره 69.2 لكل كيلومتر مربع (179.2/ميل2).
وتوزع التركيب العرقي للمدينة بنسبة 97.98% من البيض و0.05% من الأمريكيين الأفارقة و0.64% من الأمريكيين الأصليين و0.66% من الأمريكيين ذوي الأصول الآسيوية و0.03% من سكان جزر المحيط الهادئ و0.21% من الأعراق الأخرى و0.42% من عرقين مختلطين أو أكثر و0.77% من الهسبانيون أو اللاتينيون من أي عرق.
بلغ عدد الأسر 1,527 أسرة كانت نسبة 32.4% منها لديها أطفال تحت سن الثامنة عشر تعيش معهم، وبلغت نسبة الأزواج القاطنين مع بعضهم البعض 49.1% من أصل المجموع الكلي للأسر، ونسبة 10.5% من الأسر كان لديها معيلات من الإناث دون وجود شريك، بينما كانت نسبة 3.1% من الأسر لديها معيلون من الذكور دون وجود شريكة وكانت نسبة 37.3% من غير العائلات. تألفت نسبة 32.5% من أصل جميع الأسر من عدة أفراد يعيشون في نفس المنزل ونسبة 16.2% كانت تتألف من شخص يعيش بمفرده يبلغ من العمر 65 عاماً أو أكثر. وبلغ متوسط حجم الأسرة المعيشية 2.36، أما متوسط حجم العائلات فبلغ 2.99.
بلغ العمر الوسطي للسكان 39.2 عاماً. وكانت نسبة 25.1% من القاطنين تحت سن الثامنة عشر، وكانت نسبة 6.9% بين الثامنة عشر والرابعة والعشرين عاماً، ونسبة 26.9% كانت واقعةً في الفئة العمرية ما بين الخامسة والعشرين والرابعة والأربعين عاماً، ونسبة 20.1% كانت ما بين الخامسة والأربعين والرابعة والستين، ونسبة 16.6% كانت ضمن فئة الخامسة والستين عاماً فما فوق. يوجد لكل 100 أنثى 91.2 ذكر، ويوجد لكل 100 أنثى في الثامنة عشر من عمرها فما فوق 90.0 ذكر.
بلغ متوسط دخل الأسرة في المدينة 33,986 دولارًا، أما متوسط دخل العائلة فبلغ 42,333 دولارًا. وكان متوسط دخل الذكور 36,042 دولارًا مقابل 20,625 دولارًا للإناث. وسجل دخل الفرد الخاص بالمدينة 17,277 دولارًا. وكانت نسبة 7.1% من العائلات ونسبة 7.9% من السكان تحت خط الفقر، وكان من هؤلاء نسبة 9.2% تحت سن الثامنة عشر ونسبة 4.9% في الخامسة والستين من العمر وما فوق.

### تعداد عام 2010
بلغ عدد سكان توماهوك 3,397 نسمة بحسب تعداد عام 2010، وبلغ عدد الأسر 1,480 أسرة وعدد العائلات 875 عائلة مقيمة في المدينة. في حين سجلت الكثافة السكانية 138.7 نسمة لكل كيلومتر مربع (359.2/ميل2). وبلغ عدد الوحدات السكنية 1,742 وحدة بمتوسط كثافة قدره 71.1 لكل كيلومتر مربع (184.1/ميل2).
وتوزع التركيب العرقي للمدينة بنسبة 96.76% من البيض و0.18% من الأمريكيين الأفارقة و0.74% من الأمريكيين الأصليين و0.65% من الأمريكيين ذوي الأصول الآسيوية و0.18% من الأعراق الأخرى و1.50% من عرقين مختلطين أو أكثر و1% من الهسبانيون أو اللاتينيون من أي عرق.
بلغ عدد الأسر 1,480 أسرة كانت نسبة 28.1% منها لديها أطفال تحت سن الثامنة عشر تعيش معهم، وبلغت نسبة الأزواج القاطنين مع بعضهم البعض 43% من أصل المجموع الكلي للأسر، ونسبة 10.7% من الأسر كان لديها معيلات من الإناث دون وجود شريك، بينما كانت نسبة 5.3% من الأسر لديها معيلون من الذكور دون وجود شريكة وكانت نسبة 40.9% من غير العائلات. تألفت نسبة 34.8% من أصل جميع الأسر من عدة أفراد يعيشون في نفس المنزل ونسبة 15.1% كانت تتألف من شخص يعيش بمفرده يبلغ من العمر 65 عاماً أو أكثر. وبلغ متوسط حجم الأسرة المعيشية 2.20، أما متوسط حجم العائلات فبلغ 2.81.
بلغ العمر الوسطي للسكان 44.8 عاماً. وكانت نسبة 21.5% من القاطنين تحت سن الثامنة عشر، وكانت نسبة 6.7% بين الثامنة عشر والرابعة والعشرين عاماً، ونسبة 22% كانت واقعةً في الفئة العمرية ما بين الخامسة والعشرين والرابعة والأربعين عاماً، ونسبة 28.6% كانت ما بين الخامسة والأربعين والرابعة والستين، ونسبة 21.1% كانت ضمن فئة الخامسة والستين عاماً فما فوق. وتوزع التركيب الجنسي للسكان بنسبة 47.5% ذكور و52.5% إناث.

## أعلام
- كارل ر. إكلوند
- مايك ويبستر
- ميرتون دبليو. بيكر